# Población San Juan
San Juan es un sector que se localiza en el sureste de la comuna de Coquimbo es uno de los sectores más populares de Coquimbo, Región de Coquimbo, Chile. En la población se realiza una fiesta religiosa en honor a la Virgen de Andacollo el segundo domingo de febrero.

## Historia
Es una de las poblaciones más antiguas de la región, la cual surge en los años 1960 sobre el antiguo fundo Santa Florencia, que pertenecía a J. J. Mac-Auliffe. En 1965 la Municipalidad de Coquimbo inició la adquisición de los terrenos del fundo y su traspaso al Ministerio de Vivienda para facilitar la construcción de casas para familias de escasos recursos. Hacia octubre de 1967 la población contaba con 351 viviendas.

## Calles y pasajes
- Juan Jaime Oliver
- Julio Díaz Guerrero
- Felipe Aceituno
- 5 de Mayo
- Pan de Azúcar
- Santiago Amengual
- Hurtado de Mendoza
- Gregorio Bustamante
- Avenida Suecia
- Rubén Jiménez

## Transporte urbano
Existen varias líneas de transporte menor, formadas por taxis colectivos, que realizan recorridos hacia los sectores de La Cantera, Peñuelas, La Pampa, Coquimbo y La Serena.

### Transporte mayor
La población San Juan se encuentra abastecida por dos líneas de microbuses que conectan el sector con otras zonas de Coquimbo y la vecina ciudad de La Serena.
- Lisanco (Línea San Juan-Coquimbo): Actualmente posee recorridos que transitan en Las Torres, centro de Coquimbo, Sindempart, Parte Alta, Olivar Bajo, Covico.
- Liserco (Línea La Serena-Coquimbo): Actualmente posee dos recorridos que transitan entre Tierras Blancas y la ciudad de Coquimbo las que circulan en dos variantes, una por las localidad de La Cantera y otra por la localidad de Peñuelas.